# Green Car Crash
Green Car Crash  es una pintura realizada por el artista estadounidense Andy Warhol. El 16 de mayo de 2007 se vendió por 71.7 millones de dólares en subasta.

## Historia
Green Car Crash (Green Burning Car I) es una de las pinturas representativas del arte pop. Forma parte de la serie de la «Muerte y Desastres» pintada por Andy Warhol en 1963. La pintura está atribuida a Warhol, pero se supone que su ayudante Gerard Malanga tuvo una contribución enorme en esta creación.
Green Car Crash es una de las pinturas de gran valor de esta colección. Fue inspirado por algunas de las fotografías tomadas por John Whitehead y publicadas en la revista Newsweek. El coche estuvo perseguido por la policía de Seattle. El conductor perdió el control del volante cuando chocó contra un poste de electricidad a 97 km por hora. Green Car Crash es la única «pintura automovilística»  e cinco -todas basadas en fotografías de Whitehead- en utilizar un color que no sea blanco y negro.

## Subastas y valor de mercado
La obra fue de propiedad privada durante algo más de 30 años, y cuándo fue puesta a la venta en 2007, generó un enorme interés. Por aquel tiempo, se estableció un nuevo récord para una creación de Andy Warhol, siendo vendido por 71,7 millones de dólares. Se trata de una gran cantidad si se compara con el precio de salida de únicamente 25 millones de dólares.
El récord se rompió en el 2013, cuándo otra pintura de la colección, Silver Car Crash (Double Disaster) se vendió por 105 millones de dólares.